# Иорское плоскогорье
Иорское плоскогорье или Гаре-Кахетинское плоскогорье (груз. ივრის ზეგანი; გარე კახეთის ზეგანი) — плоскогорье в Восточной Грузии в междуречье Куры и Алазани. Вытянуто с северо-запада на юго-восток на 170 км, ширина 55-60 км. Юго-западная часть входит в территорию Азербайджанской республики. Высота от 80 до 1000 м. Сложено рыхлыми песчано-глинистыми породами, песчаниками, конгломератами, образующими складчатые структуры. Рельеф равнинно-холмистый. В составе Иорского плоскогорья входят равнины: Большой Шираки, Тарибана, Оле, Наомари, Удабно, Каджири. Преобладают невысокие горные гряды. Есть бедленды, грязевые вулканы и искусственные пещеры. Климат сухой, субтропический. В январе средняя температура от 0 до 2°C. В июле — 23-24°C. Главная река — Иори. Есть соленые озера: Каджири, Мухровани, Кочеби и т. д. Почвы чернозёмные, каштановые и коричневые. Ландшафт изменен человеческим фактором. Господствует степной, лесостепной, аридный и полуппустынный ландшафт. Фауна представлена млекопитающими (гиены, джейраны, волки), птицами (дрофы, фазаны, турачи), пресмыкающимися (в том числе, несколько видов ядовитых змей).